# Theater der Nacht

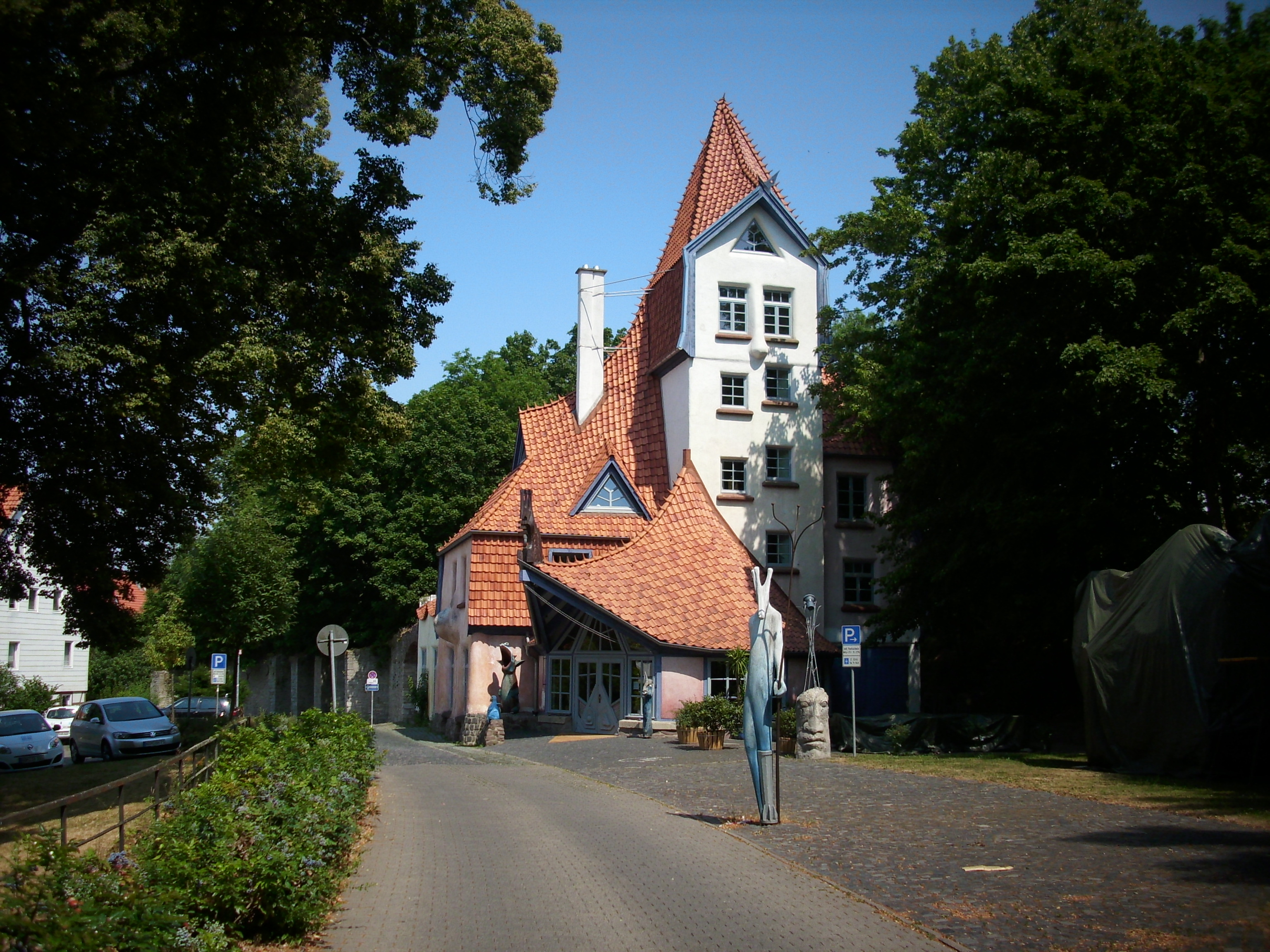
Das Theater der Nacht in der alten Feuerwache Northeim, 2010

Theater der Nacht ist der Name eines 2001 eröffneten deutschen Figurentheaters aus Northeim in Niedersachsen.

## Name
Das Theater der Nacht hat seinen Namen, weil seine Akteure „Nachtgestalten, traumhafte Geschichten und wundersame Figuren lieben“. Märchen, Mythen und Sagen sind Schwerpunkt ihres künstlerischen Schaffens. Ihre Ideen und Geschichten für die Bühne schöpfen sie aus dem Bereich des Phantastischen.

## Geschichte

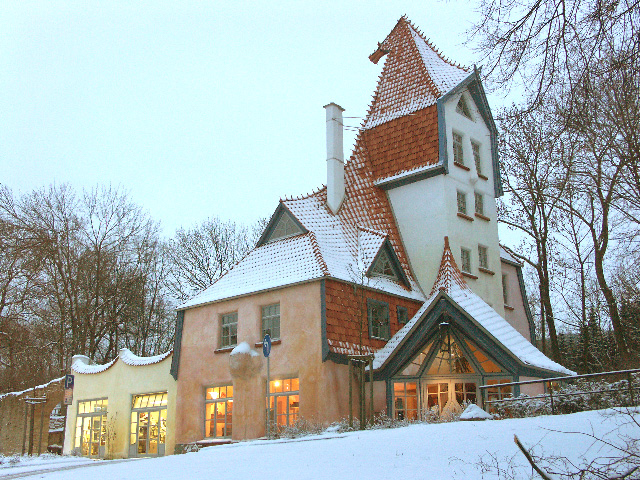
Das Theater der Nacht im Winter

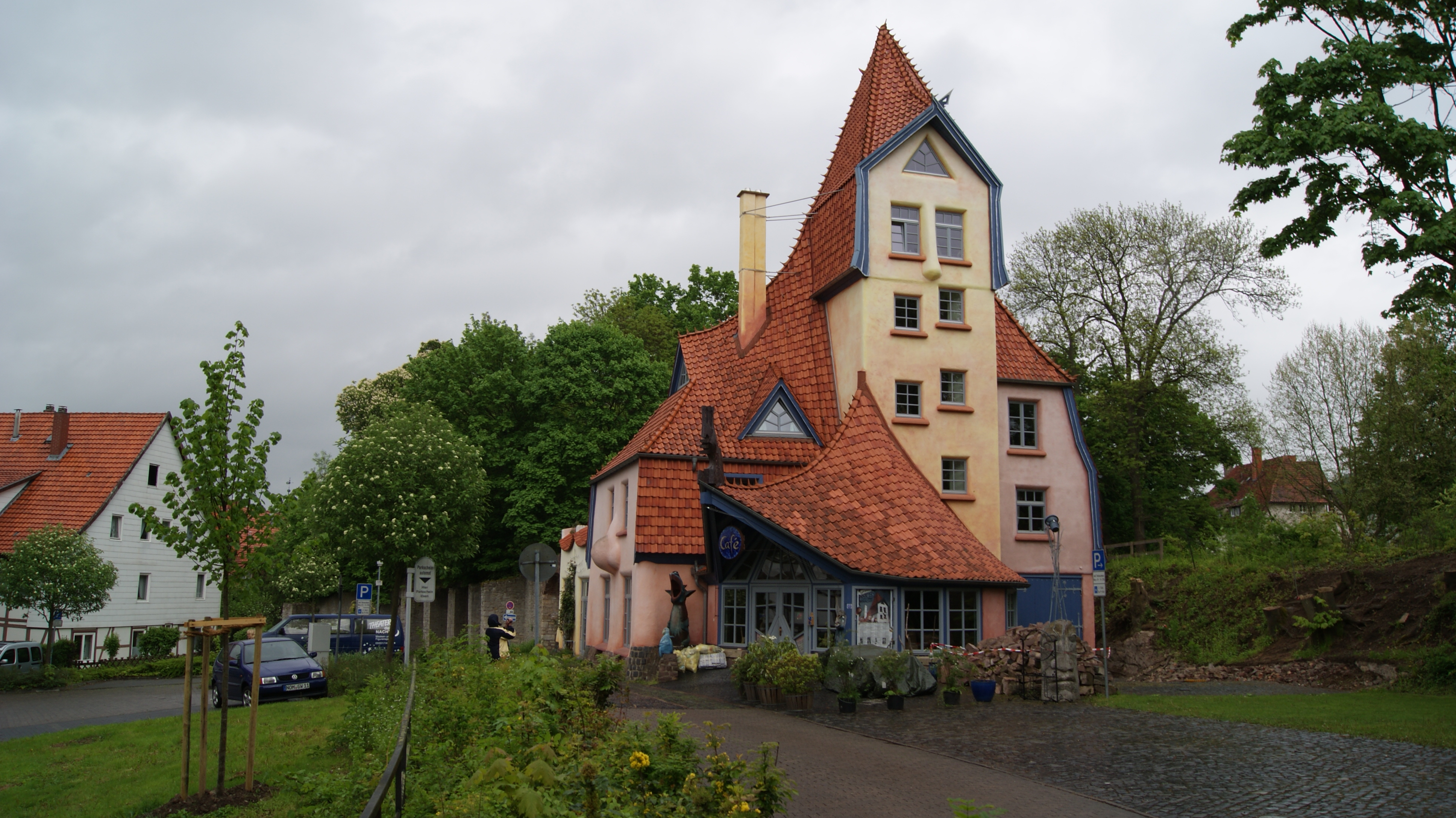
Das Theater der Nacht im Mai 2013

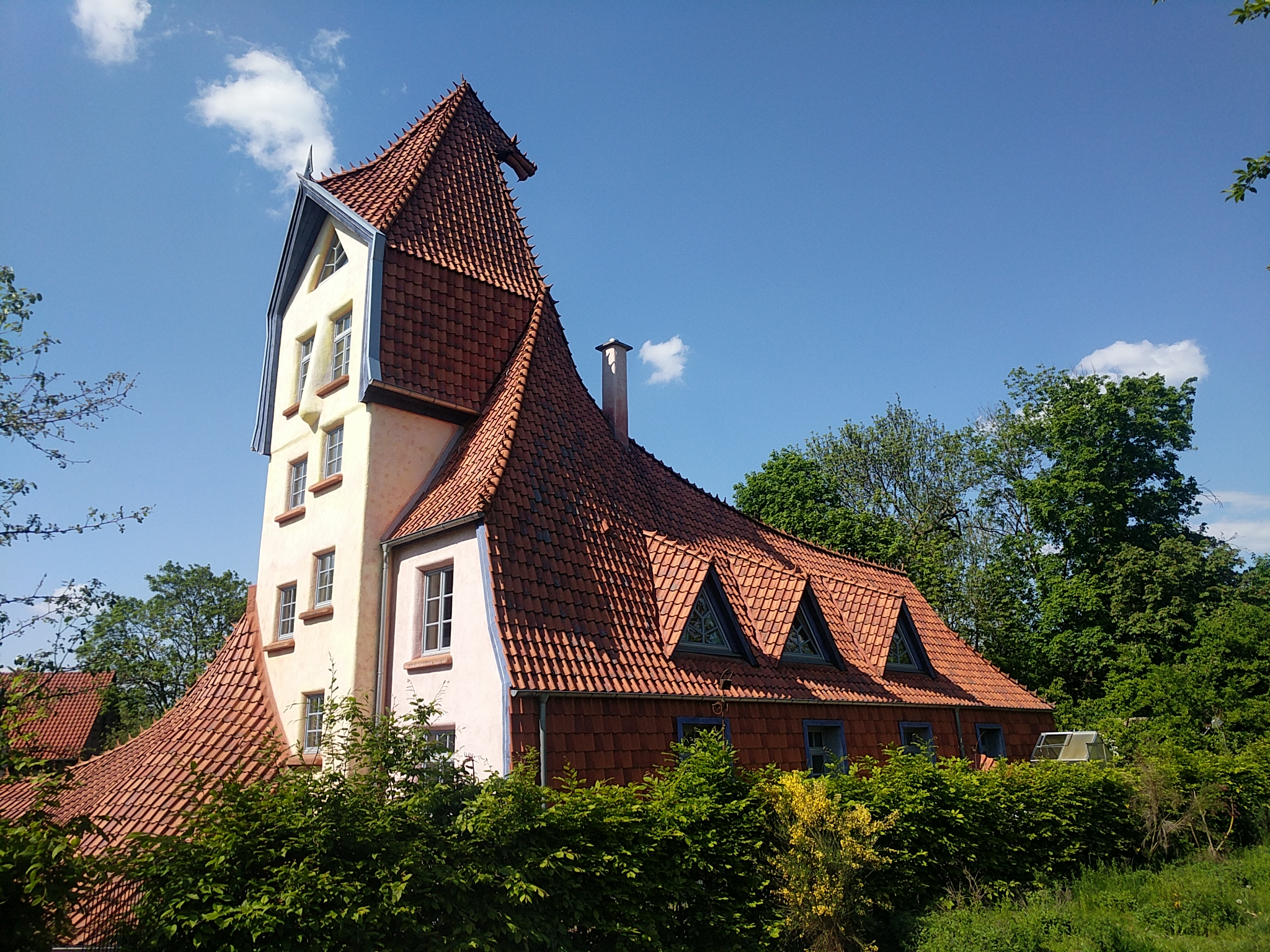
Das Theater der Nacht, Ansicht vom Stadtwall, Mai 2023

Das Theater der Nacht entstand 1988 durch die Initiative des Künstlerehepaars Ruth und Heiko Brockhausen. Mitte der 1990er Jahre entdeckte die als Tourneetheater gegründete Theatergruppe die ehemalige 1936–1938 errichtete Northeimer Feuerwache und machte der Stadt Northeim den Vorschlag, das Gebäude in ein Figurentheater umzubauen.
Vier Jahre später, im Mai 1999, begannen die Umbauarbeiten des Hauses zum Figurentheater. Nach etwa zweijähriger Umbauzeit wurde das Theater der Nacht mit einem Festakt im August 2001 eröffnet.
Das Gebäude nahe der St.-Sixti-Kirche ist ein Niedrigenergiehaus im Bestand und hat einen Theatersaal für 99 Zuschauer. Nach Sanierungszuschüssen und Fördermitteln als Anschubfinanzierung trägt sich das Theater selbst.
2013 fand eine bauliche Erweiterung statt, die in den rückwärtigen Stadtwall hineinreicht.
Das Theater der Nacht wird vom gemeinnützigen Verein „Theater der Nacht e. V.“ betrieben. Seit der Gründung kommen jährlich 22–25.000 Menschen in das Haus für Figurentheater. Der Kulturbetrieb erhält seit 2019 eine institutionelle Förderung von der Stadt Northeim sowie eine Projektförderung von der Kultur- und Denkmalstiftung des Landkreises Northeim. Der Landschaftsverband Südniedersachsen gewährt eine zeitlich befristete Konzeptionsförderung.
Am Wochenende ist das Theatercafé mit selbstgebackenen Kuchen geöffnet.

## Programm
Jährlich gibt es 200 Vorstellungen, Kurse, Ausstellungen und Vorträge im Programm des Figurentheaters. Von den über 22.000 Besuchern pro Jahr sind 80 Prozent Erwachsene und 20 Prozent Kinder. Neben den Vorstellungen des Spielplans bietet das Theater Kurse im Figurenspiel, Figuren- und Maskenbau oder im Trommeln und Musizieren für Erwachsene und Kinder an.
Seit 2003 befindet sich die deutsche Geschäftsstelle der Union Internationale de la Marionnette (UNIMA), der ältesten internationalen Theatervereinigung, im Theater.
Seit 2016 richtet das Theater im Auftrag der UNIMA Deutschland und des VDP (Verband deutscher Puppentheater) die deutsche Figurentheaterkonferenz aus. Diese Veranstaltung verbindet Theorie und Praxis, die deutsche mit der internationalen Figurentheaterszene, die Amateure und Profis. Sie findet immer am letzten Augustwochenende in Northeim statt.
- 2016: Inszenierung von „Händels Hamster“ in Zusammenarbeit mit und im Auftrag der internationalen Händelfestspiele Göttingen unter der Regie von Neville Tranter.
- 2018: Inszenierung „Northlantis – die versunkene Stadt“ als Stadtentwicklungsprojekt.[10]

## Auszeichnungen
- 1998: Einladung der Inszenierung „Das Märchen vom Silbermond“ zum Theater des Monats in Nordrhein-Westfalen.
- 1999: Publikumspreis der Kaufbeurener Theatertage für „Ein Walpurgismärchen“.
- 2004: Einladung der Inszenierung „Der Wunschpunsch“ zum Theater des Monats in Nordrhein-Westfalen.
- 2006: Nominierung des „Vogelkopp“ für den Preis der Lotto-Stiftung.[11]
- 2011: Inszenierung von „Momo“ im Auftrag der niedersächsischen Musiktage unter der Regie von Wolfgang Buresch.
- 2012: Festivalpreis des Puppentheaterfestivals Sarajewo „die goldene Anima“ für „Der kleine Häwelmann“.[12]